# Ole Holm
Ole Martin Holm (ur. 25 grudnia 1870 w Stange, zm. 24 stycznia 1956 w Renie) – norweski strzelec, medalista Olimpiady Letniej 1906.
Uczestniczył w Olimpiadze Letniej 1906, podczas której wziął udział w czterech konkurencjach. Został srebrnym medalistą w drużynowym strzelaniu z karabinu dowolnego w trzech postawach z 300 m, uzyskując najsłabszy rezultat w zespole norweskim (skład zespołu: Julius Braathe, Albert Helgerud, Ole Holm, John Møller, Gudbrand Skatteboe).

## Wyniki

### Olimpiada Letnia 1906
| Zawody     | Konkurencja                                                  | Wynik                                         | Miejsce | Źródło |
| ---------- | ------------------------------------------------------------ | --------------------------------------------- | ------- | ------ |
| Ateny 1906 | Karabin dowolny, trzy postawy, 300 m, drużynowo              | 4534 pkt. (druż.) 863 pkt. ind. (308–294–261) |         | [ 1 ]  |
| Ateny 1906 | Karabin dowolny, dowolna postawa, 300 m                      | 222 pkt.                                      | 9       | [ 2 ]  |
| Ateny 1906 | Karabin wojskowy, klęcząc lub stojąc, 300 m                  | 217 pkt.                                      | 9       | [ 3 ]  |
| Ateny 1906 | Karabin wojskowy, klęcząc lub stojąc, 200 m (Gras 1873-1874) | 136 pkt.                                      | 16      | [ 4 ]  |